# Руамба, Флоран
Флора́н Руа́мба (фр. Florent Rouamba; 31 декабря 1986, Уагадугу, Буркина-Фасо) — буркинийский футболист, полузащитник. Выступал в сборной Буркина-Фасо.

## Карьера
Руамба начинал свою карьеру в клубе «Уагадугу». В январе 2006 года он был замечен скаутами «Шериф» из «Тирасполя». В составе молдавской команды футболист становился многократным чемпионом страны и обладателем Кубка Молдавии. 1 августа 2007 года полузащитник дебютировал в Лиге чемпионов, выйдя в основном составе на игру против турецкого «Бешикташа». 2 декабря 2010 года Флоран забил гол с 35-и метров в матче с АЗ, который проходил в рамках Лиги Европы. В итоге та встреча закончилась с ничейным счётом 1:1 В декабре 2012 года Флоран ушёл из «Шерифа», у него закончился срок действия контракта, и по взаимному согласию с клубом было принято решение его не продлевать.
28 марта 2013 года Флоран подписал контракт с английским клубом «Чарльтон Атлетик» до конца сезона. За «Чарльтон» Руамба так и не сыграл. В январе 2014 года в статусе свободного агента перешёл во французский «Серкль Атлетик».

## В сборной
Флоран Руамба играл за молодёжную сборную Буркина-Фасо. С 2004 года он является членом национальной сборной. В её составе футболист принимал участие в двух Кубках африканских наций. На турнире 2012 года он выходил на поле во всех трёх играх своей команды. В 2013 году в составе сборной завоевал серебряные медали Кубка африканских наций.

## Достижения
Фасо-Йенненга
- Чемпион Буркина-Фасо (2): 2003, 2004
- Финалист Кубка Буркина-Фасо (1): 2003

Шериф
- Чемпион Молдавии (6): 2005/06, 2006/07, 2007/08, 2008/09, 2009/10, 2011/12
- Обладатель Кубка Молдавии (4): 2005/06, 2007/08, 2008/09, 2009/10
- Обладатель Суперкубка Молдавии (1): 2007
- Обладатель Кубка Содружества (1): 2009

Сборная Буркина-Фасо
- Серебряный призёр Кубка африканских наций: 2013